# Volksabstimmungen in der Schweiz 1945
Dieser Artikel bietet eine Übersicht der Volksabstimmungen in der Schweiz im Jahr 1945.
In der Schweiz fanden 1945 auf Bundesebene zwei Volksabstimmungen statt, im Rahmen zweier Urnengänge am 21. Januar und am 25. November. Dabei handelte es sich um ein fakultatives Referendum und einen Gegenentwurf.

## Abstimmung am 21. Januar 1945

### Ergebnis
| Nr. | Vorlage                                            | Art | Stimm- berechtigte | Abgegebene Stimmen | Beteiligung | Gültige Stimmen | Ja      | Nein    | Ja-Anteil | Nein-Anteil | Stände | Ergebnis |
| --- | -------------------------------------------------- | --- | ------------------ | ------------------ | ----------- | --------------- | ------- | ------- | --------- | ----------- | ------ | -------- |
| 138 | Bundesgesetz über die Schweizerischen Bundesbahnen | FR  | 1'327'961          | 702'401            | 52,88 %     | 685'640         | 388'831 | 296'809 | 56,71 %   | 43,29 %     | –      | ja       |

### Gesetz über die Bundesbahnen
Trotz einem starken Personalabbau seit 1930 blieben die SBB chronisch defizitär. 1936 verabschiedete der Bundesrat einen Entwurf für eine umfassende Revision des Eisenbahngesetzes, doch das Parlament setzte die Beratung aus, um zuerst die Sanierung der Bundespensionskassen in Angriff zu nehmen. Nach längeren Abklärungen legte der Bundesrat 1943 einen neuen Gesetzesentwurf vor, mit dem der Bund 900 Millionen Franken Schulden übernehmen und die SBB mit einem Dotationskapital von 400 Millionen Franken ausstatten sollte. Das Parlament verabschiedete das Gesetz mit kleineren Änderungen. Ein Aktionskomitee «für die Reorganisation der SBB» brachte daraufhin ein Referendum zustande. Für das SBB-Gesetz sprachen sich die Regierungsparteien und der LdU aus. Sie unterstrichen die Bedeutung der SBB für die Volkswirtschaft und die Landesverteidigung, lobten ihre Leistungsfähigkeit und erklärten ihre missliche Finanzlage mit ausserordentlichen, nicht vorhersehbaren Entwicklungen. Die Gegner kritisierten, mit der Entschuldung werde die Schuldenlast bloss auf den Bund übertragen, während die Beschaffung der notwendigen Mittel ungeklärt bleibe. Ausserdem verlangten sie eine Reorganisation, die den SBB eine eigene Rechtspersönlichkeit zugestehen würde. Eine komfortable Mehrheit der Abstimmenden nahm das Gesetz an.

## Abstimmung am 25. November 1945

### Ergebnis
| Nr. | Vorlage                                                                 | Art | Stimm- berechtigte | Abgegebene Stimmen | Beteiligung | Gültige Stimmen | Ja      | Nein    | Ja-Anteil | Nein-Anteil | Stände | Ergebnis |
| --- | ----------------------------------------------------------------------- | --- | ------------------ | ------------------ | ----------- | --------------- | ------- | ------- | --------- | ----------- | ------ | -------- |
| 139 | Bundesbeschluss über das Volksbegehren «Für die Familie» (Gegenentwurf) | GE  | 1'341'980          | 745'227            | 55,52 %     | 718'879         | 548'601 | 170'278 | 76,31 %   | 23,69 %     | 21½:½  | ja       |

### Für die Familie (Gegenentwurf)
Bedingt durch den Ausbruch des Zweiten Weltkriegs und die Inflation verschärften sich die wirtschaftliche Lage und die Wohnungsnot vor allem von kinderreichen Familien. Nachdem eine vom Departement des Innern einberufene Konferenz ergebnislos geblieben war, reichten die Katholisch-Konservativen 1941 eine Volksinitiative ein, welche die Einrichtung von Familien- und Ausgleichskassen sowie andere sozialpolitische Massnahmen forderte. Dem Bundesrat gingen die Forderungen zu weit, weshalb er einen Gegenentwurf vorschlug. Als das Parlament 1945 diesem zustimmte, zogen die Initianten ihr Begehren zurück. Der neue Artikel sollte den Familienschutz in der Bundesverfassung verankern und die Grundlage für eine Mutterschaftsversicherung bilden. Im Vorfeld der Abstimmung warf die Vorlage keine grossen Wellen, denn sie genoss die Unterstützung praktisch aller Parteien. Eine Debatte entbrannte einzig um die Einrichtung von Familienausgleichskassen. Mehr als drei Viertel der Abstimmenden nahmen die Vorlage an; eine ablehnende Mehrheit gab es nur im Kanton Appenzell Ausserrhoden. Für die Umsetzung einer schweizweit einheitlichen Mutterschaftsversicherung fehlte jahrzehntelang der politische Wille, und es brauchte mehrere Anläufe, bis sie schliesslich 2005 in Kraft treten konnte.